# Friseria
Friseria é um gênero de traça pertencente à família Agonoxenidae.